# GMC 레코드
GMC 레코드(GMC Records)는 대한민국의 인디 레이블이다. 주 장르는 하드코어 펑크이고 1999년 하드코어 펑크 밴드인 바세린, 삼청교육대와 계약을 하면서 시작되었다. GMC 레코드의 첫 앨범인 컴필레이션 ‘One Family’을 시작으로 하드코어 펑크, 펑크 록 밴드의 앨범을 발매했으며 최근에는 스크리모, 포스트 록, 이모 밴드들을 받아들임으로써 보다 넓은 장르를 수용하고 있다. 2009년 2월 21일부터 하드코어 펑크 장르가 아닌 밴드들을 모아 서브 레이블인 에스텔라 레코드(Estella RECORDS)를 론칭하였다. 이 레코드는 포스트 록, 이모, 펑크 록, 모던 록 등의 장르를 추구하는 밴드들로 구성되어 있다.

## 소속 아티스트
| - 바세린(Vassline) - 삼청교육대(Samchung) - 넉다운(Knockdown) - Captain Bootbois(캡틴 붓보이스) - 파이어스톰(Firestorm) - 나인씬(Ninesin) - 엔젝(Endzweck) - 마이푸르프(My Proof) | - 마제(Maze) - 비셔스글레어(Vicious Glare) - 49 Morphines(49 몰핀스) - 언루트(Unroot) - 해체 - 노이지(Noeazy) - 디스피겨(Disfigure) - 갓오브엠티니스(God of Emptiness) - 슬랭(Slang) - 잠비나이(Jambinai) |

## 에스텔라 레코드 및 소속 아티스트
2009년 2월 12일 아폴로 18의 셀프타이틀 EP 발매와 함께 시작을 알린 Estella Records는 라틴어로 별을 의미하는 Estelle에서 기원하였으며, 이는 새로운 형태와 시도들로 가득한 음악적 이상향을 추구한다는 뜻을 내포하고 있으며, 1999년에 설립된 하드코어 펑크 전문 레이블인 GMC 레코드가 脫 하드코어적인 성향의 밴드들을 폭넓게 수용하는 것과 더불어 GMC 자체의 오리지널리티를 확고히 하는 두 마리 토끼를 동시에 잡기 위한 새로운 프로젝트이다.
현재 소속밴드로는 아폴로 18, 전국비둘기연합, 스윗게릴라즈, 퀸즈네스트, LO가 있으며, 일본의 대표적인 이모 밴드인 NIM과 PARMS의 한국 내 매니지먼트와 라이선스를 담당하고 있다. 또한 Te', 3nd, 9mm Parabellum Bullet 등이 소속되어 있는 일본의 포스트 록, 인디 록 전문 레이블인 残響(잔향)레코드를 통해 에스텔라 소속의 아티스트들의 일본 내 라이선스 발매와 프로모션 또한 진행하고 있다.
- 에이팝(The Apop)
- 퀸즈네스트(Queen's Nest)
- 아폴로 18(Apollo 18)
- 스윗게릴라즈(Sweet Guerillaz)
- 전국비둘기연합 (National Pigeon Unity)
- LO
- 잠비나이
- NIM
- PARMS
- TE'

## GMC 레코드/에스텔라 레코드 약력
- 1999년, 당시 대학교 2학년 휴학생이었던 이하석은 홍대의 음악과 음악인 들의 매력에 심취하여 홍대 인디씬을 중심으로 인터넷 방송을 하기 시작하였다. 방송진행을 하며 당시 1세대 펑크 레이블인 《Skunk Label》과 클럽 《드럭》의 아티스트들과의 친분을 쌓게 된 그는 수많은 클럽, 공연 등을 접하는 속에서 좋은 밴드 들이 앨범도 못내고 사라지는 현실을 안타깝게 생각했다. 그러나 당시 앨범 녹음비를 투자하기에는 현실적으로 무리가 있었던 그는 비디오 웹진 《자유독립》 등의 영향으로 DIY, Lo-Fi로 Compilation Live Album을 계획하게 되었고, 국내의 많은 밴드 들과 직접 접촉하며 앨범 제작에 대한 동의를 얻었다. 하지만 녹음의 질이 앨범으로 내기에는 너무 저급하다고 판단되어 국내 녹음이 아닌 외국 밴드 들의 컴필레이션 앨범 제작으로 방향을 선회, 전 세계로 2000여개의 음원 사용 요청메일을 보내게 되었고, 그 결과로 전 세계로부터 100여개의 패키지가 도착하게 된다. 이를 통해 제작한 앨범이 《GMC 레코드》의 처녀작이자 전 세계 하드코어 펑크 컴필레이션 앨범인 《ONE FAMILY》이다.

- 이를 계기로 이메일을 주고 받으며 친분을 쌓은 일본의 The Dead Punk의 요청에 따라 그는1999년 10월말 지금의 《Master Plan(현재의 Live House GIG)》에서 삼청교육대, 바세린, 리얼쌍놈스 (노브레인의 이성우씨와 바세린의 신우석씨 보컬 재적), 긱스, 닥터코어911 등 당시 유명했던 밴드들과의 합동 내한공연을 기획하게 되었고, 이것이 현재 이어져 오는 GMC Show의 시작이다. 한달 후, 1999년 11월 신촌의 《METAL PLUS》라는 곳에서 Cross Counter, 죽음의 노동 친구들, Geeks, Skrew Attack, 바세린, 삼청교육대와 함께 《One Family》 앨범의 발매 공연을 진행하였다.

- GMC 레코드의 최초 소속 밴드는 당시 Skunk Label, 문화사기단의 러브콜을 받았던  바세린이었다. 이어서 Geeks, Cross Counter가 뒤따랐고, 문화사기단과 활동하던 삼청교육대는 문화사기단 주최 《서태지를 위하여》 공연 이후 GMC 레코드와 손을 잡고 지금까지 함께하고 있다. 밴드 들과의 계약서는 서로의 믿음과 신뢰로 대신하였고, 이는 지금도 유효하다.

- 2000년, GMC 레코드 최초로 스튜디오 앨범을 제작한 바세린의 《Bloodthirsty》가 발매된다. 당시 기타 박진의 가입으로 올드스쿨에서 뉴스쿨로 방향을 선회한 바세린은 전향 초기에는 반응이 좋지 않았지만, 시간이 지나자 씽얼롱 / 모슁은 오히려 더욱 화려해졌다. 그리고, 2000년 GMC 레코드 아티스트의 첫 일본 투어이자, The Geeks의 첫 일본 투어 (당시:Stinger, Protect, Anode, Zone Zero, EF, December 12등 출연) 이후 일본에서 이뤄지고 있던 데모 및 티셔츠 판매 등에 영향을 받아 한국에서도 공연장내 데모 및 티셔츠 판매가 시작되었다. 당시 데모를 발매하였던 밴드로는 바세린, 삼청교육대, Geeks, Cross Counter와 당시 프로모션을 도와주었던 몸을말려(Non-Stop Body)등이 있다.

- 2001년, 많은 해외 아티스트들이 GMC의 초청으로 내한공연을 가지기 시작한 원년이다. Decay는 현재로도 믿기지 않는 라인업인 ENSIGN(NJ, USA), Kill Your Idols(NY, USA), NUMB(Tokyo, JP)과 SLANG, Face Of Change, Yukiguni(Sapporo, JP)와 함께 SSAM에서 《BLOOD OF YOUTH Fest 2001》에 참여하였다. 당시 일본에서도 갓 데뷔하여 인지도가 높아지고 있는 상태에서 내한하였던 Endzweck은 현재까지도 좋은 관계를 지속해오고 있으며, 후에 그들의 앨범을 GMC 레코드를 통해 한국에 라이선스 발매하기에 이른다. In My Pain은 삼청교육대 이보람씨의 일본 친구 밴드로서 한국에서 공연을 하게 되었고, 이를 계기로 The Geeks와의 스플릿 앨범을 2001년에 발매하게 된다. 그리고 일본 삿포로의 Oi Skinhead 밴드 Oi Valcans와 그들의 소속사인 일본을 대표하는 인디레이블 중 하나인 Straight Up Records의 대표인 Ko 씨의 밴드 SLANG이 같이 한국 투어를 오게 되었고, 이를 계기로 현재까지 SLANG의 한국 라이선스 및 투어 그리고 바세린, 13스텝스의 일본내 라이선스 그리고 삿포로 공연 등 긴밀한 관계를 유지하고 있다. 이렇듯 GMC 초기부터 두드러진 해외 하드코어 씬과의 커넥션은 오늘날까지도 이어지고 있으며, 특히 일본을 대표하는 하드코어 펑크 밴드 들은 한국에 최소 한 번 이상 와주었다.

- 이와 함께, 국내에서도 청주의 13스텝스, 대전의 언루트, 서울의 49 Morphines와 같은 신진 세력들의 데뷔, 그리고 Cross Counter가 수많은 멤버 변화를 거쳐 새로운 이름으로 탄생한 넉다운 등의 새로운 하드코어 펑크 뮤지션 들이 등장함에 따라 명실상부한 하드코어 전문 레이블으로서의 정체성을 구축하게 된다. 청주에서 13스텝스의 탄생과 함께 NAHU 등을 주축으로 《MF CREW》 라는 독자 로컬 하드코어 펑크, 펑크 록 커뮤니티가 생기게 된 것도 그 쯤이다.

- 2002년, 이 때부터 매년 8월에 공연을 주최하게 되었는데, 밴드들이 직접 클럽을 협조/대관하여 무료 공연을 개최하였다. 그 결과 수많은 관객 들이 몰려들었고, 이 공연이 현재의 《GMC Summer Fest》의 시초가 되었다.

- 2003년, NAIAD, Last One Standing의 한국 투어를 끝으로 언루트는 해체를 맞이하며, 당시 미국 유학을 준비중이던 이하석은 GMC의 모든 일 들을 삼청교육대의 이보람씨, 바세린의 박진씨, Knockdown의 임한묵씨에게 넘기며 2004년초 미국으로 떠나게 되었다. 그가 미국에 머무르는 동안 바세린의 《Blood Of Immortality》, 49 Morphines 데뷔 EP인 《Most Important Value》, 삼청교육대의 《男道》, Knockdown의 《Hardboiled》 등의 앨범이 발매되면서 각 밴드 들이 크게 성장하였는데, 그 중 바세린의 두드러진 성장은 한국대중음악상에서의 《올해의 록 부분 수상》, 각종 대형 페스티발 출연 등으로 이어져 현재는 한국을 대표하는 메탈코어, 하드코어 펑크 밴드가 되었다. 또한 이 시기에 The Geeks는 타운홀 레코드로 이적하게 되었고, 삼청교육대와의 스플릿으로 크게 성장하던 13스텝스는 드림온 레코드와 앨범을 계약하게 되었다.

- 2007년, 미국 유학을 마치고 다시 GMC 레코드로 돌아온 이하석은 미국, 일본 등에서 보아왔던 뮤직 비즈니스 시스템을 GMC 레코드에 도입하기 시작하였다. 2007년 연초 GMC 레코드를 통해 데뷔한 나인씬은 앨범 발매 수개월만에 Sold Out을 만들며 포스트 바세린으로서 주목받기 시작하였고, EBS 스페이스 공감 《열혈 사운드의 발견》 출연 및 쌈지 사운드 페스티벌 《숨은 고수》에 등극하면서 인기를 끌기 시작한다.

- 2008년, GMC의 레이블적인 면모가 크게 부각된 한해로 1년동안 10장의 앨범을 발매하였는데, 당시 문화기획산업에 뜻을 두고있던 마제의 김형군이 총괄 매니저로 일하게 되면서 GMC의 활동에 가속이 붙게되었다. 2008년 발매된 앨범 가운데는 늦은 데뷔를 한 10년차 하드코어 펑크 밴드 마제와 이하석이 보컬로 재적하고 있던 파이어스톰, 그리고 한국씬 최초로 제대로 된 Emo를 추구한 에이팝 등이 있었는데, 이 세 밴드는 GMC 레코드 사상 처음으로 앨범 발매와 동시에 정식적인 투어인 《S-Town Bloods》를 진행하였다. 이들은 세 달간의 투어 일정을 무리없이 소화해냈을 뿐 아니라 투어 마지막 공연을 매진시키며 앨범을 성공적으로 마무리하였다. 《S-Town Bloods》 의 성공으로 퀸즈네스트와 에이팝의 《Biginner's Luck》, 비셔스글레어와 스윗게릴라즈의 《Hands On Hands》, 49 Morphines, LO, 노이지의 《Across The Universe》 등의 투어가 연속적으로 진행되었으며, 소기의 목적을 달성했다.

- 마제는 2008년 쌈지 사운드 페스티벌 《숨은 고수》 선정과 더불어 EBS 스페이스 공감 《10월의 헬로루키》에 선정되었으며, 여세를 몰아 장기하와 얼굴들, 국카스텐, 한음파, 고고스타 등과 함께 《2008년 올해의 헬로루키》 파이널 7팀에 선정되며 하드코어 펑크 밴드로서의 한계를 넘어서는 활동반경을 보여주었다. 49 Morphines는 첫 번째 정규앨범 《Partial Eclipse》로 네이버 뮤직 《이 주의 국내앨범》에 선정되며 음악성을 인정받기도 하였다. 스윗게릴라즈도 EBS 스페이스 공감 《12월의 헬로 루키》로 당선되며 많은 주목을 이끌어 내었다. 2008년의 중요한 사건 중의 하나인 힙합, 하드코어 펑크 합동공연인 《Judgement Night》는 5월과 12월에 두번 개최되며 홍대 앞 또 다른 공연 기획의 방향성을 제시하였으며, 공연내적인 면으로도 많은 관심과 호응을 얻었다.

- 2009년, GMC 레코드에 있어 새로운 전환점이 되는 한해였다. 2008년부터 영입된 LO, 스윗게릴라즈, 퀸즈네스트, 에이팝 등의 비 하드코어 펑크 계열 밴드들을 하나의 카테고리로 엮어내기 위한 서브 레이블의 필요성이 조금씩 대두되어왔는데, 이러한 배경으로부터 서브레이블 설립을 결정지은 것은 2009년 최고의 신인밴드인 아폴로18(Apollo 18)의 영입이었다. 아폴로18을 정식으로 한 가족으로 맞아들이면서 서브레이블 설립이 가시화되어 《에스텔라 레코드》가 설립되었고, 이와 함께 LO, 스윗게릴라즈, 퀸즈네스트, 에이팝이 GMC 레코드에서 에스텔라 레코드로 포지션을 변경하게 되었다.

- 2009년 주목받은 아티스트들은 GMC 레코드 2세대의 주역인 나인씬과 13스텝스의 정규 앨범이었다. 나인씬은 첫 정규앨범 《The Death, We Will Face》를 통해 EP보다 더욱 강력해진 사운드와 곡 구성을 바탕으로 바세린의 뒤를 잇는 뉴스쿨 하드코어 펑크의 새로운 강자로 떠올랐으며, 13스텝스는 헤비뮤직으로는 드물게 네이버 뮤직 《이 주의 국내앨범》에 선정되며 성공적인 앨범이라는 평을 얻어내었다. 2009년 한 해 동안 GMC 레코드/에스텔라 레코드 아티스트 들의 해외 공연도 활발해졌는데, 나인씬, 파이어스톰은 일본으로부터 초청을 받아 오사카와 MIE에서 공연을 하였으며, GMC 레코드 최초로 49 Morphines가 싱가포르에서 초청을 받아 공연을 하게 되었다.

- 2009년 GMC 레코드/에스텔라 레코드의 성공적인 행보의 화룡점정은 아폴로18의 약진이었다. 2009년 EP와 정규앨범 두 장의 작품을 내놓으면서  네이버 뮤직 《이 주의 국내앨범》 선정, EBS 스페이스 공감 《8월의 헬로루키》, 《펜타포트 락 페스티벌》과 《지산 밸리 록 페스티벌》에 동시에 출연한 유일무이한 아티스트라는 명성에 이어 EBS 스페이스 공감 《2008년 올해의 헬로루키》에서 대상을 차지하며 명실공히 2009년 최고의 신인 아티스트로 등극하였다. 이와 함께 일본의 유력 인디 레이블인 ZANKYO RECORDS의 5주년 페스티발인 《잔교마쯔리》에 초청을 받아 Te, 9mm Parabellum Bullet, 3nd, Cinema Staff, Rega 등과 한 무대에 올랐으며, ZANKYO 레코드를 통해 2010년 일본에서 라이선스 발매를 확정했다. 에스텔라 레코드에 새로운 에너지를 부여한 20대 초반의 혈기완성한 트리오 전국비둘기연합의 합류 또한 빼 놓을 수 없는 사건중의 하나였다. 에너제킥한 이들은 현재 아폴로18과의 긴밀한 관계를 만들어 에스텔라 전체의 이미지를 만들어가는 중책을 맡고 있다.

- 2009년의 공연은 일렉트릭 뮤즈, 비트볼레코드, 붕가붕가레코드 등 그동안 교류가 없었던 레이블과의 커뮤니케이션과 공동기획이 두드러졌고 이들과의 합도기획인 《All Tomorrow's Parties》 가 개최되어 성공적으로 진행되었고 서로간 연대의 가능성을 확인했으며, 한국 언더그라운드 힙합의 최고 레이블인 소울 컴퍼니와 호흡을 맞추어 진행한 《Judgement Night》는 GMC를 대표하는 공연브랜드로 성장하며 GMC 레코드 클럽공연 사상 1회 최대 유료 관객수인 700명을 톨파하였다.[2]

- 대표였던 이하석은 2010년 11월 스웨덴 스톡홀름으로 이주하였고, 음악계를 떠나 패션업계에서 스웨덴 디자이너 브랜드 세일즈 메니져로 4년간 근무 후 2015년 패션 비즈니스 전문 컨설팅 업체인 Harsest를 창립하게 된다. Harsest의 이름은 Haseok의 HA와 태어난 곳 Seoul의 SE와 사는 곳 Stockholm의 ST를 합성하여 만든 단어이다.[3] 또한 GMC 시절 절친했던 동생인 All I Have의 이건휘와 2013년 11월 Blue Screen Life[깨진 링크(과거 내용 찾기)]라는 블로그를 만들어 운영 차후 노이지의 유거송, Firestorm에서 기타리스트로 활약했던 현재 미국에서 3D 그래픽 디자이너로 일하고 있는 손성인 그리고 GMC의 팬이었던 현재 미국에서 우주공학 석사과정인 정호재를 영입하여 공동으로 블로그 운영을 하고 있다. 2016년 3월 30일 스톡홀름에서 만난 마케팅 전문가 박경태와 스마트 비즈니스 팟캐스트라는 이름으로 스웨덴및 유럽의 삶과 비즈니스를 이야기하는 팟캐스트를 오픈하였다. 2017년 한국으로 귀국하여 Harsest 서울 사무실을 오픈하였고 2019년 한국의 거대 디지털 컨텐츠 프로덕션사 You've Got Pictures에 합병인수되어 이사직의 역할과 디지털 그로스해킹 조직 펜페이퍼앤플랏 (Pen Paper and Plot)을 런칭하여 이끌고있다. 현재 한국내 독보적인 이메일 마케팅, 세일즈 퍼널 디자인, 자동화 전문 마케터로서 제2의 커리어를 쌓고있다.